# Охорона надр
Охоро́на надр (рос. охрана недр, англ. conservation of mineral resources, нім. Lagerstättenschutz m, Erdinnerenschutz m) — комплекс заходів, здійснюваних з метою найповнішого (комплексного) видалення корисних копалин з надр і максимально можливого, економічно доцільного зменшення втрат при їх розробці. 

## Загальний опис
Охорона надр включає в себе вирішення таких питань: 1) максимально можливе вилучення та використання витягнутих компонентів при розробці родовищ корисних копалин; 2) забезпечення охорони підземних вод в процесі гірничих робіт, різноманітного будівництва, інших форм техногенного впливу на надра; 3) спостереження і комплекс заходів по збереженню статистичної та геодинамічної стійкості надр в умовах підземної розробки корисних копалин, будівництва інженерних споруд, попередження їх шкідливих наслідків — просадки, утворення провалів, порушення геодинамічного режиму і ін .; 4) спостереження за природними процесами, в результаті яких руйнуються верхні зони земної кори, розробка заходів щодо зниження їх шкідливого впливу.
Державний моніторинг у сфері використання та охорони надр – це система спостережень, збирання, оброблення, передавання, зберігання та проведення аналізу інформації про стан геологічного середовища, розвідані запаси та ресурси корисних копалин, прогнозування зміни їх обсягу, видобування, переробки. 

## Основні вимоги українського законодавства в галузі охорони надр
- забезпечення повного і комплексного геологічного вивчення надр; дотримання встановленого законодавством порядку надання надр у користування і недопущення самовільного користування надрами;
- раціональне вилучення і використання запасів корисних копалин і наявних у них компонентів;
- недопущення шкідливого впливу робіт, пов'язаних з користуванням надрами, на збереження запасів корисних копалин (к.к.), гірничих виробок і свердловин, що експлуатуються чи законсервовані, а також підземних споруд;
- охорона родовищ корисних копалин від затоплення, обводнення, пожеж та інших факторів, що впливають на якість корисних копалин і промислову цінність родовищ або ускладнюють їх розробку;
- запобігання необґрунтованій та самовільній забудові площ залягання корисних копалин і додержання встановленого законодавством порядку використання цих площ для інших цілей;
- запобігання забрудненню надр при підземному зберіганні нафти, газу та інших речовин і матеріалів, захороненні шкідливих речовин і відходів виробництва, скиданні стічних вод;
- додержання інших вимог, передбачених законодавством про охорону довкілля.

Рідкісні геологічні відшарування, мінералогічні утворення, палеонтологічні об'єкти та інші ділянки надр, які становлять особливу наукову або культурну цінність, можуть бути оголошені у встановленому законодавством порядку об'єктами природно-заповідного фонду. У разі виявлення при користуванні надрами рідкісних геологічних відшарувань і мінералогічних утворень, метеоритів, палеонтологічних, археологічних та інших об'єктів, що становлять інтерес для науки і культури, користувачі надр згідно з українським законодавством зобов'язані зупинити роботи на відповідній ділянці і повідомити про це заінтересовані державні органи.

## Комплекс заходів з охорони надр
Комплекс заходів з охорони надр включає:
1) організацію літомоніторингу, системи спостережень в області інтересу діяльності людини; 2) складання проектів розробки корисних копалин з урахуванням максимально можливого вилучення сировини, що видобувається; 3) запобігання забруднення підземних вод, порушення гідродинамічного режиму в процесі будівництва і розробки корисних копалин; 4) створення інженерних споруд і проведення інших заходів по збереженню морських і річкових берегів, забезпечення стійкості зсувних зон, запобігання шкідливому впливу карсту та інших процесів, знищення ґрунтового покриву, підтоплення, заболочування, засолення ґрунтів і ґрунтів в місцях проживання людини; 5) використання розкривних порід, техногенних родовищ, некондиційної гірської породи в процесі видобутку корисних копалин; 6) розробка заходів по збереженню стійкості надр в процесі підземного видобутку корисних копалин шляхом закачування промстоків в експлуатовані поклади нафти і газу, закладка в шахтні ємності шкідливих відвалів.
Ще одним напрямком охорони надр слід вважати вивчення і охорону об'єктів, які отримали назву геологічних, або кам'яних пам'яток природи. З 1980-х років розпочато не тільки виділення, але і активне вивчення таких об'єктів. Так, в 1985 році видано довідник-путівник «Геологічні пам'ятки України».